# Assaut de la base aéronavale de Mehran de 2011
Cette page se comprend mieux après la lecture de Insurrection islamiste au Pakistan.
Insurrection islamiste au Pakistan
Batailles
Bataille de Wana (2004) • Assaut de la Mosquée rouge (2007) • Première bataille de Swat (2007) • Bataille de Bajaur (2008) • Seconde bataille de Swat (2009) • Opération Rah-e-Nijat (2009) • Offensive d'Orakzai et de Kurram (2010 - 2011) • Opération Brekhna (2011) • Opération Zarb-e-Azb (2014)
L’assaut de la base aéronavale de Mehran de 2011 à Karachi s'est déroulé le 23 mai 2011 quand des hommes armés ont pris d’assaut cette importante base de l'armée pakistanaise. L'attaque a duré seize heures, à la suite de quoi l'armée pakistanaise a réussi à reprendre le contrôle de la base. On compterait seize morts et d'importants dommages matériels.
Les combats se déroulent dans la base de Mehran qui contient le quartier général des forces aéronautiques navales de la marine pakistanaise, située à Karachi, plus importante ville du Pakistan.
L'attaque est revendiquée par le Tehrik-e-Taliban Pakistan (TTP), qui est en état de guerre avec les autorités pakistanaises depuis 2007 et est responsable d'une vague d'attentats terroristes qui a tué plus de 4 400 personnes en quatre ans. Le TTP avait promis de venger la mort d'Oussama ben Laden le 2 mai. Depuis le groupe a mené trois attaques qui ont fait plus de 120 morts.

## Contexte
Les autorités pakistanaises sont en situation de guerre contre des mouvements islamistes armés et anti-gouvernementaux depuis 2007, alors que les premiers combats ont commencé en 2004.
L'attaque intervient alors que l'armée mène des opérations militaires dans les régions tribales du Pakistan contre des mouvements islamistes armés, notamment le Tehrik-e-Taliban Pakistan.
L'attaque se déroule également 21 jours après la mort d'Oussama ben Laden, tué par un commando américain à Abbottabad. Le Tehrik-e-Taliban Pakistan (TTP) avait alors promis de venger la mort du dirigeant d'Al-Qaïda en attaquant les autorités pakistanaises. Le 13 mai 2011, le TTP avait déjà revendiqué l'attentat de Shabqadar (dans le nord-ouest du Pakistan) qui avait fait 98 morts et visait de jeunes recrues d'une branche paramilitaire de la police.

## Lieux de l'attaque
L'attaque se déroule dans la base aéronavale de Mehran qui contient le quartier général des forces aéronautiques navales de la marine du Pakistan. C'est l'une des plus importantes bases militaires du pays, située à Karachi, plus importante ville du Pakistan. Elle a été ouverte en 1975 et est la première base de ce type dans le pays. Elle est située à seulement dix kilomètres de l'aéroport international Jinnah.

## Déroulement de l'attaque

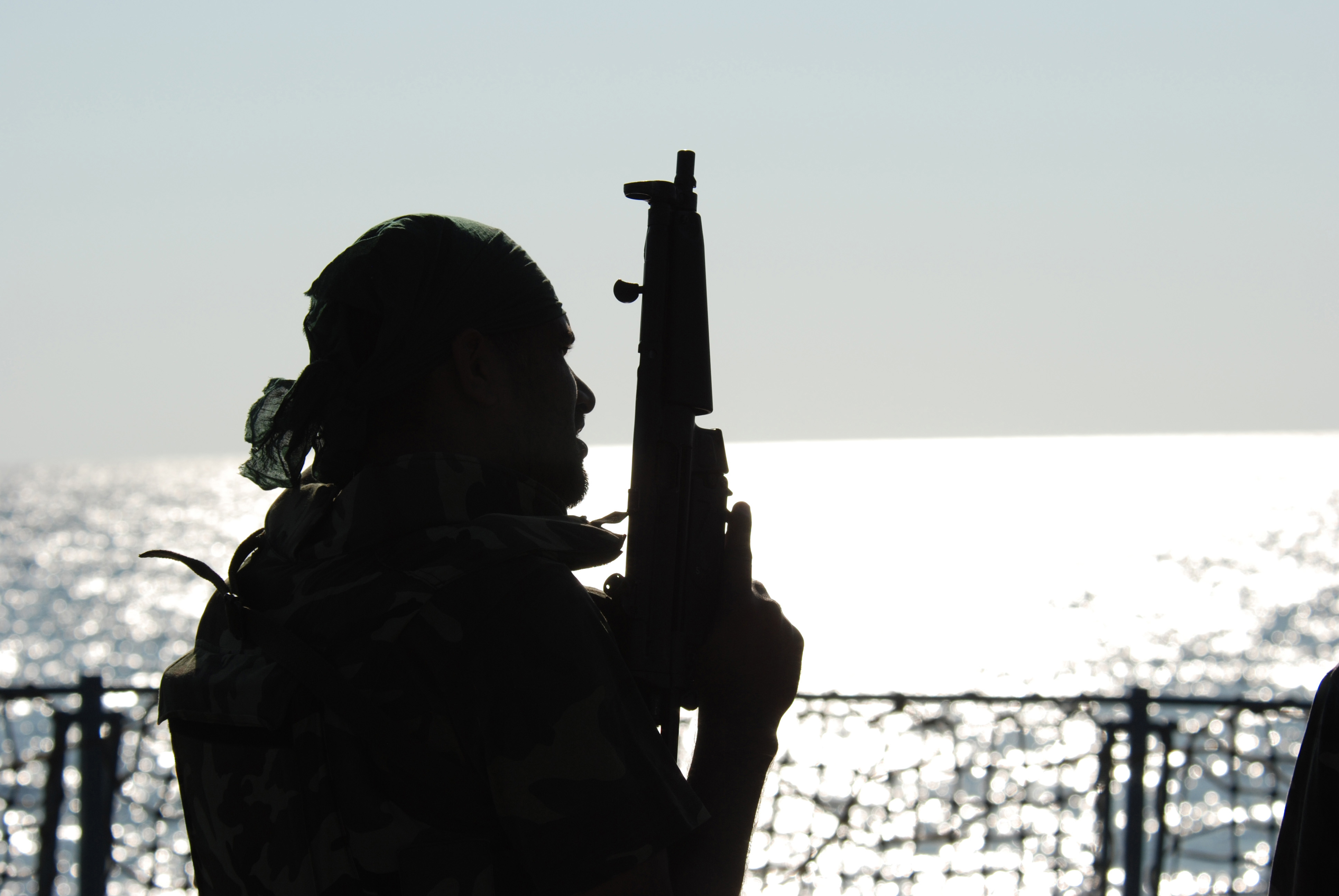
Un membre du Special Service Group Naval.

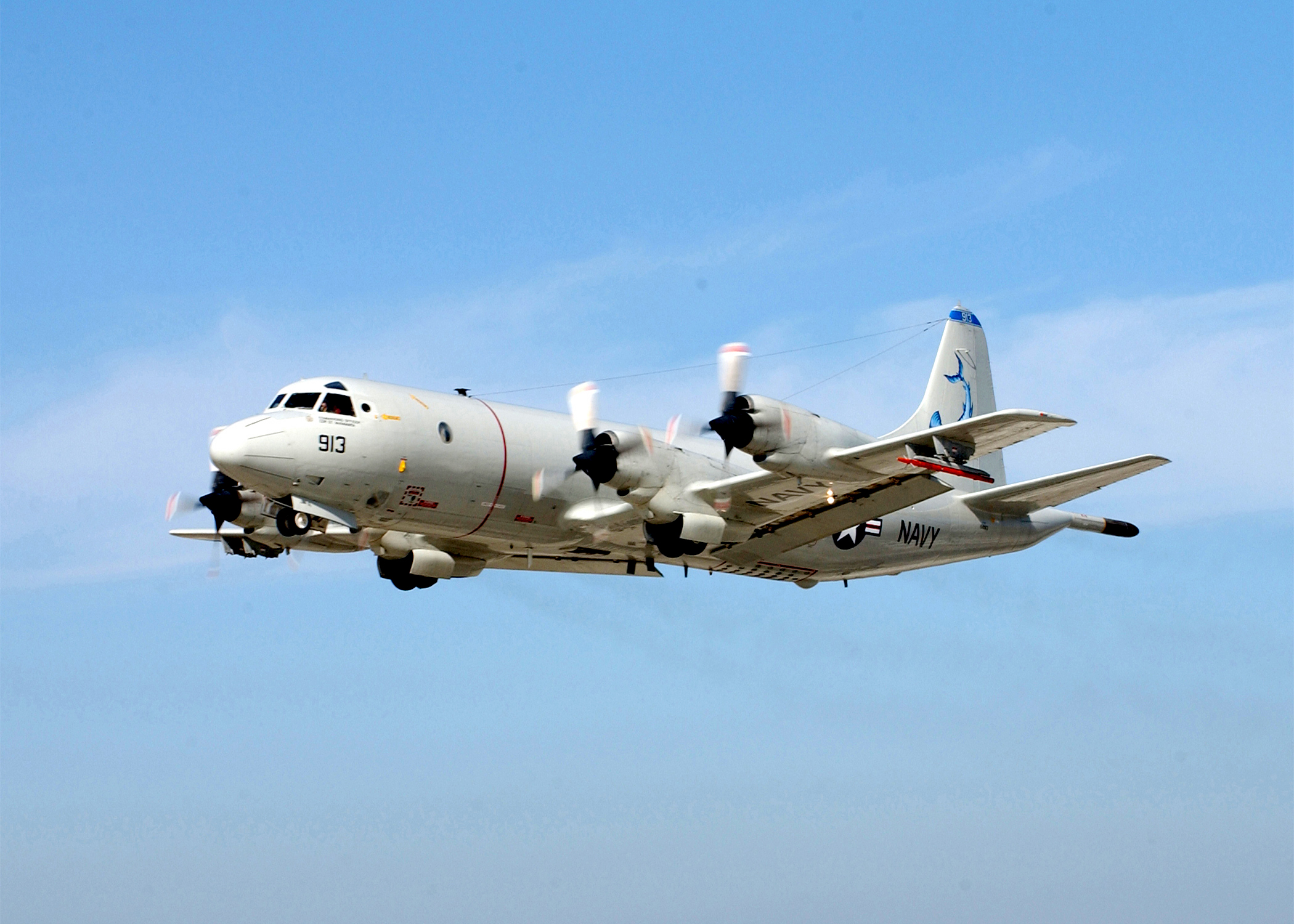
Deux des sept Lockheed P-3 Orion détenus par l'armée pakistanaise ont été détruits durant les combats.

L'assaut débute le 22 mai à 22 h 30 (heure locale) et ne s’achève que le 23 mai vers 15 heures. L'assaut a donc duré environ 16 heures et a été mené par seulement six hommes, selon le ministre de l'intérieur Rehman Malik, dont quatre auraient été tués durant l'assaut, tandis que les deux autres auraient réussi à s'échapper. Durant l'assaut, les étrangers présents dans la base, six Américains et onze Chinois, ont été évacués dans des camions blindés que les militants ont tenté d'attaquer. Selon l'armée, les militants semblent avoir été au courant du plan d'évacuation.
Un porte-parole de l'armée avait parlé de dix à quinze terroristes plus tôt dans la journée et des sources non confirmées indiquaient que quatre avaient été faits prisonniers et six tués.
L'attaque a été revendiquée par le Tehrik-e-Taliban Pakistan (Mouvement des talibans du Pakistan), groupe qui est en guerre avec l'armée pakistanaise depuis 2007. Les hommes du TTP ont attaqué la base militaire équipés d'armes automatiques et de lance-roquettes. Les combats, engagés en outre par le Special Service Group Naval, auraient fait seize morts, dont douze militaires et quatre hommes du TTP. Les dommages matériels sont très lourds et au moins deux Lockheed P-3 Orion de la marine pakistanaise ont été détruits au sol (faisant au moins soixante millions de dollars de dégâts).
Le lieutenant Yasir, qui a dirigé la contre-offensive, a été tué durant les combats.

## Conséquences
Le Premier ministre Youssouf Raza Gilani annonce une réunion du Comité de défense du Cabinet pour le 25 mai afin de réévaluer la situation sécuritaire du pays. C'est la deuxième réunion de ce cabinet depuis la mort d'Oussama ben Laden le 2 mai.

## Enquête
L'enquête sur cet assaut est confié à un comité composé notamment d'officiels de l'armée. Selon des officiels de la marine, les assaillants ont bénéficié d'une aide provenant « de l'intérieur ». Il semble notamment qu'ils aient été au courant du plan d'évacuation d’urgence des étrangers présents dans la base.